# Bertrandit
Bertrandit er et beryllium sorosilikat hydroxidmineral med forbindelsen: Be4Si2O7(OH)2. Bertrandit er et farveløst til bleggult ortorombisk mineral med en hårdhed på 6-7. 
Det findes normalt i berylliumrigt pegmatit og er en delvist en forandring af beryl. Bertrandit forekommer ofte som en pseudomorf erstatning for beryl. Blandt relaterede mineraler er beryl, fenakit, herderit, turmalin, muskovit, flusspat og kvarts.
Ligesom beryl er det et berylliummalm.
Det blev første gang opdaget nær Nantes i Frankrig i 1883 og blev navngivet efter den franske mineralog, Emile Bertrand (1844–1909).

## Fodnoter
1. 1 2  Handbook of Mineralogy
2. ↑  Bertrandite on Mindat.org
3. ↑  Bertrandite on Webmineral

- Wikimedia Commons har flere filer relateret til Bertrandit